# Eisenbahnmuseum von Apulien
Das Eisenbahnmuseum von Apulien (italienisch Museo Ferroviario della Puglia) in Lecce, Italien, sammelt und präsentiert Objekte zur Eisenbahngeschichte in Apulien.

## Trägerschaft
Das Museum wird in Kooperation zwischen der Associazione Ionoco Salentina Amici Ferrovie (AISAF) und der Stadt Lecce betrieben: Der Stadt gehören die baulichen Anlagen, der Verein leistet in ehrenamtlichem Engagement die Museumsarbeit. Insoweit weist das Museum auch nur beschränkte Öffnungszeiten auf. Das Museum befindet sich in einem ehemaligen Bahnbetriebswerk, das die Ferrovie dello Stato Italiane (FS) 1992 aufgegeben hat, auf der Südseite des Hauptbahnhofs von Lecce. Die AISAF wurde 1997 mit dem Ziel gegründet, ein Eisenbahnmuseum einzurichten. Sie ging aus einer Gruppe von Eisenbahnern hervor, die sich 1989 zusammengeschlossen hatten, um Eisenbahnkultur zu pflegen und Modelleisenbahnen zu bauen. Mit Unterstützung der Staatsbahn (FS) und der regionalen Eisenbahngesellschaft Ferrovie del Sud Est (FSE) wurde 2010 damit begonnen, das Museum einzurichten, und konnte in der Folgezeit eröffnet werden.

## Sammlung
Die Sammlung umfasst sowohl historische Fahrzeuge als auch eisenbahnspezifische Ausrüstung sowohl der FS als auch der FSE. Diese wird in zwei Ausstellungshallen, weiteren Ausstellungsräumen und einem Freigelände gezeigt. Ergänzt wird die Sammlung historischen Eisenbahnmaterials um einige Modellbahnanlagen, die bestimmte Betriebssituationen nachstellen. Eine der Anlagen zeigt die Eisenbahnbrücken von Castellaneta im Zuge der Bahnstrecke Bari–Taranto. Zudem ist der Museumszug „Salento Express“, eine Garnitur aus einsatzfähigen historischen Personenwagen der FSE hier stationiert, der auf deren Netz zu Sonderfahrten eingesetzt wird.

### Fahrzeuge
Im Fahrzeugbestand befinden sich drei (nicht betriebsfähige) Dampflokomotiven: Gr. 905.043 und Gr. 835.244 beide von 1911 und ehemals bei der FS eingestellt, sowie die FSE 14 von 1901. Letztere ist eine von zwei noch vorhandenen Dampflokomotiven der FSE (die andere steht als Denkmallokomotive in Bari). Die FSE 14 wird derzeit mit dem Ziel aufgearbeitet, wieder fahrbereit und einsatzfähig zu werden. Weiter befinden sich im Bestand Elektrolokomotiven der FS, die E.626.033, E.323.105 und E.324.105 sowie die Diesellokomotiven BB 159 und 162 der FSE. Sie sind der Baureihe D.341 der FS sehr ähnlich und werden heute vor dem „Salento Express“ eingesetzt.
Die Dieseltriebwagen der FSE, Ad 06 von MAN, Ad 72 von Breda und verschiedene Kleinlokomotiven aus dem Rangierdienst gehören ebenfalls zur Sammlung. Darüber hinaus werden eine Reihe von Personen- und Güterwagen (überwiegend aus dem Bestand der FSE) gezeigt. Unter den Personenwagen ist ein „Cento-Porti-Wagen“ hervorzuheben, der im Zweiten Weltkrieg zu einem Lazarettwagen umgebaut wurde, an der Ostfront eingesetzt war und nach dem Krieg in einen Krankenhaus-Zug des Italienischen Roten Kreuzes eingestellt wurde. Interessante Sonderfahrzeuge sind ein Gepäck- und Heizwagen der FS, der Zügen mit ungenügender Heizleistung der Lokomotiven beigestellt werden konnte, der einzige erhaltene italienische Gefangenentransportwagen, ursprünglich bei der FS eingestellt, und ein Wassertransportwagen der FSE. Der innerbetriebliche Transport von Wasser diente entlegenen Dienststellen, die nicht an das öffentliche Wasserleitungsnetz angeschlossen waren und keine eigenen Brunnen besaßen. Sie erhielten sowohl Trink- als auch Brauchwasser (insbesondere zum Befüllen der Dampflokomotiven) mit eigenen Zügen, die für Trink- und Brauchwasser je eigene Kesselwagen führten.

### Technische Ausrüstung

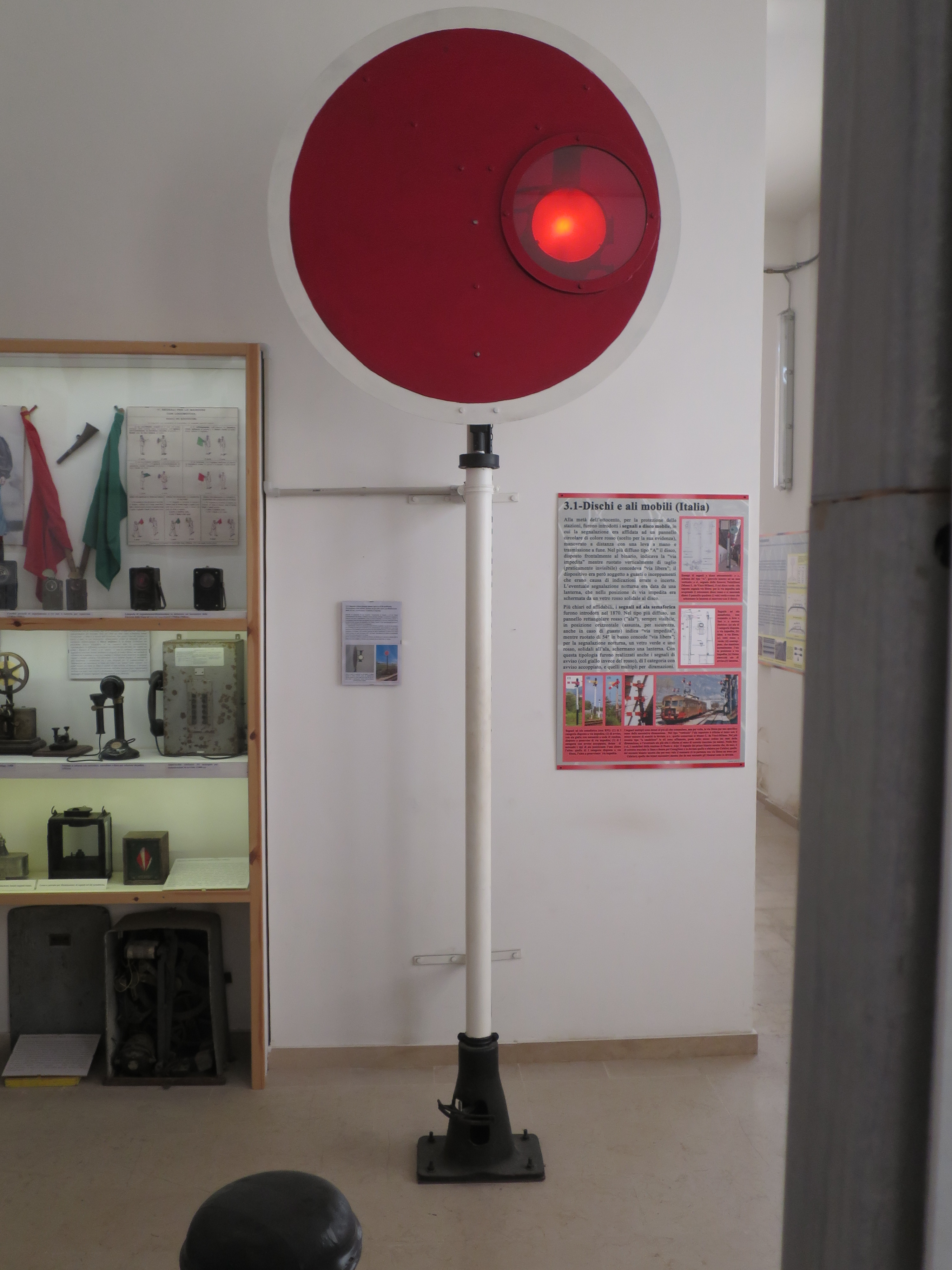
Historisches Signal

In den Ausstellungsräumen, die dem technischen Gerät gewidmet sind, werden unter anderem Draisinen und Signalanlagen gezeigt. Als Beispiel für ein elektrisches Stellwerk ist hier der komplette Arbeitsraum des Fahrdienstleiters des FSE-Bahnhofs in Zollino wieder aufgebaut, wie er 1963 eingerichtet worden war. In einem weiteren Ausstellungsraum werden Maschinen aus dem ehemaligen Bahnbetriebswerk gezeigt.